# 中華人民共和国行政区画代碼
中華人民共和国行政区画代碼（ちゅうかじんみんきょうわこく-ぎょうせいくかくだいま）は中華人民共和国の県以上の行政区画に
割り振られる行政区画番号である。中華人民共和国国家統計局により2013年8月31日公布。
左の桁から順に以下の意味がある：
- 1・2桁目は省（自治区、直轄市、特別行政区）。
- 3・4桁目は市（地区、自治州、盟および国家直轄市の区と県）。うち01-20、51-70は直轄市、21-50は地区（自治州、盟）を表す。
- 5.6桁目は県（市轄区、県級市、旗）。01-18は市轄区あるいは地区（自治州、盟）轄県級市、21-80は県（旗）、81-99は省直轄県級市を表す。

## 参考資料
- 中华人民共和国国家标准GB/T 2260—1999